# Lew ha-Ir
Lew ha-Ir (hebr. לב תל אביב; Centrum Miasta) – osiedle mieszkaniowe w Tel Awiwie, znajdujące się na terenie Dzielnicy Piątej. Przez pięćdziesiąt lat obszar ten stanowił centrum miasta.

## Położenie
Osiedle leży na nadmorskiej równinie Szaron. Jest położone w zachodniej części aglomeracji miejskiej Tel Awiwu. Północną granicę osiedla wyznacza ulica Sederot Ben-Cijjon, za którą znajduje się osiedle Centrum Tel Awiwu. Wschodnią i południową granicę wyznacza ulica Jehuda Halevi. Zachodnią granicę wyznacza kilka ulic, w tym między innymi Yehoshua Hatalmi, Gruzenberg i Allenby, za którymi znajdują się osiedla Kerem ha-Temanim i Newe Cedek. Północno-zachodnią granicę osiedla stanowi brzeg Morza Śródziemnego.

## Historia

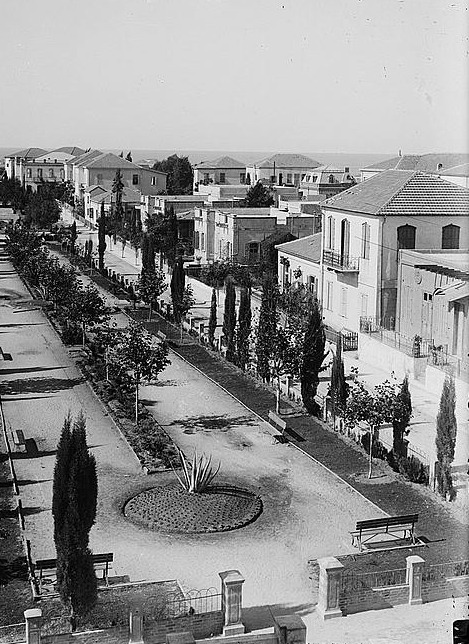
„Mały Tel Awiw”

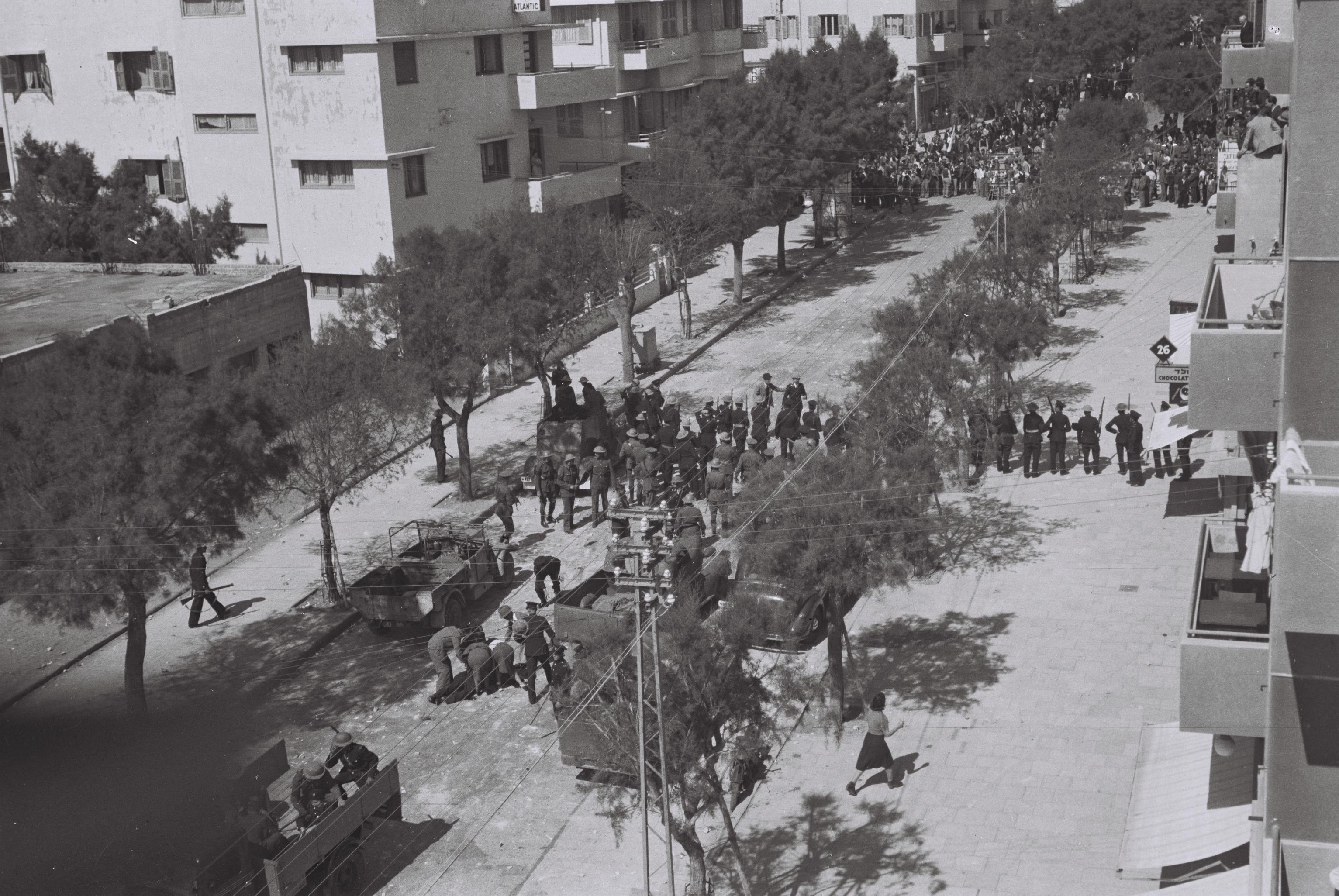
Brytyjska policja podczas żydowskiej demonstracji na ulicy Allenby przeciwko Białej Księdze

Początki osiedla są związane z początkami Tel Awiwu. W 1906 w klubie „Jeszurun” w Gederze zebrała się grupa około 120 Żydów, na czele których stanął architekt Akiva Arieh Weiss. Przedstawił on plan założenia nowego żydowskiego miasta. Powstałe wówczas stowarzyszenie przyjęło nazwę „Dom Mansion” (hebr. אחוזת בית). Nowe miasto miało różnić się od istniejących już żydowskich osiedli Newe Cedek i Newe Szalom, które były zatłoczone i panowały w nich złe warunki mieszkaniowe. Miało to być nowoczesne miasto, będące wizytówką kraju.
W 1908 zakupiono 5 ha wydm na północny wschód od Jafy. W 1909 założono główne ulice, wybudowano sieć wodociągową oraz pierwszych 66 domów. Przydzielono także działkę budowlaną dla nowego budynku Gimnazjum Herzlija, które zostało założone w 1905 w Jafie. 21 maja 1910 dla nowego osiedla przyjęto oficjalnie nazwę Tel Awiw.
Większość domów położonych w tej centralnej części Tel Awiwu, została wybudowana w latach 30. i 40. XX wieku. Obszar ten często jest nazywany „Małym Tel Awiwem” (hebr. תל אביב הקטנה). Gdy w 1918 Palestynę zajęli Brytyjczycy, Mały Tel Awiw stał się popularnym miejscem rozrywki. Przyjeżdżali tutaj europejscy turyści, którzy spędzali czas w tutejszych kawiarniach, sklepach i na nadmorskiej promenadzie. Standard życia w tej części miasta był zbliżony do zachodniego poziomu życia. Szybki wzrost populacji miasta na początku XX wieku wymusił nieco chaotyczny rozwój miasta. Na przykład ulicę Allenby, planowaną jako główną arterię w mieście biegnącą na osi północ-południe, skierowano w stronę wybrzeża tylko po to, aby ułatwić dojazd do nadmorskich kawiarenek. Decyzja ta była także podyktowaną przez pragnienie skierowania dalszego rozwoju miasta bliżej morza. W tym celu w 1922 na końcu ulicy Allenby wybudowano kawiarnię Casino Aviv (w 1936 sztorm uszkodził budynek, który następnie w 1939 wyburzono). W 1925 na drugim krańcu ulicy Allenby, przy wsparciu finansowym barona Rothschilda, wybudowano Wielką Synagogę.
Pod koniec lat 30. XX wieku podjęto decyzję o budowie nadmorskiej promenady, która w 1939 oddzieliła miejskie plaże od zabudowanych terenów miejskich. Gdy 1 września 1939 wybuchła II wojna światowa, brytyjskie władze Mandatu Palestyny zakazały kąpieli w morzu. Miejskie plaże opustoszały wówczas i z upływem czasu zostały mocno zaniedbane. W 1939 na ulicy Allenby doszło do żydowskich demonstracji przeciwko Białej Księdze zamykającej drogę ucieczki europejskich Żydów do Palestyny.
Podczas wojny o niepodległość w 1948 osiedle znajdowało się pod ostrzałem arabskich snajperów z Jafy. Przez pierwszych dwadzieścia lat historii Tel Awiwu w niepodległym państwie Izraela, najważniejszą ulicą w mieście była Allenby. Było to centrum handlowe miasta. Na tej ulicy odbywały się doroczne parady Sił Obronnych Izraela, które podziwiały dziesiątki tysięcy osób zgromadzonych na chodnikach i w okolicznych domach.
Na przestrzeni lat wiele zabytkowych domów w osiedlu podupadło i zostało rozebranych, jednak trend ten został powstrzymany w latach 70. Część domów odziedziczyli wówczas młodzi spadkobiercy, którzy podjęli prace renowacyjne. Dzięki temu w latach 80. osiedle odżyło.

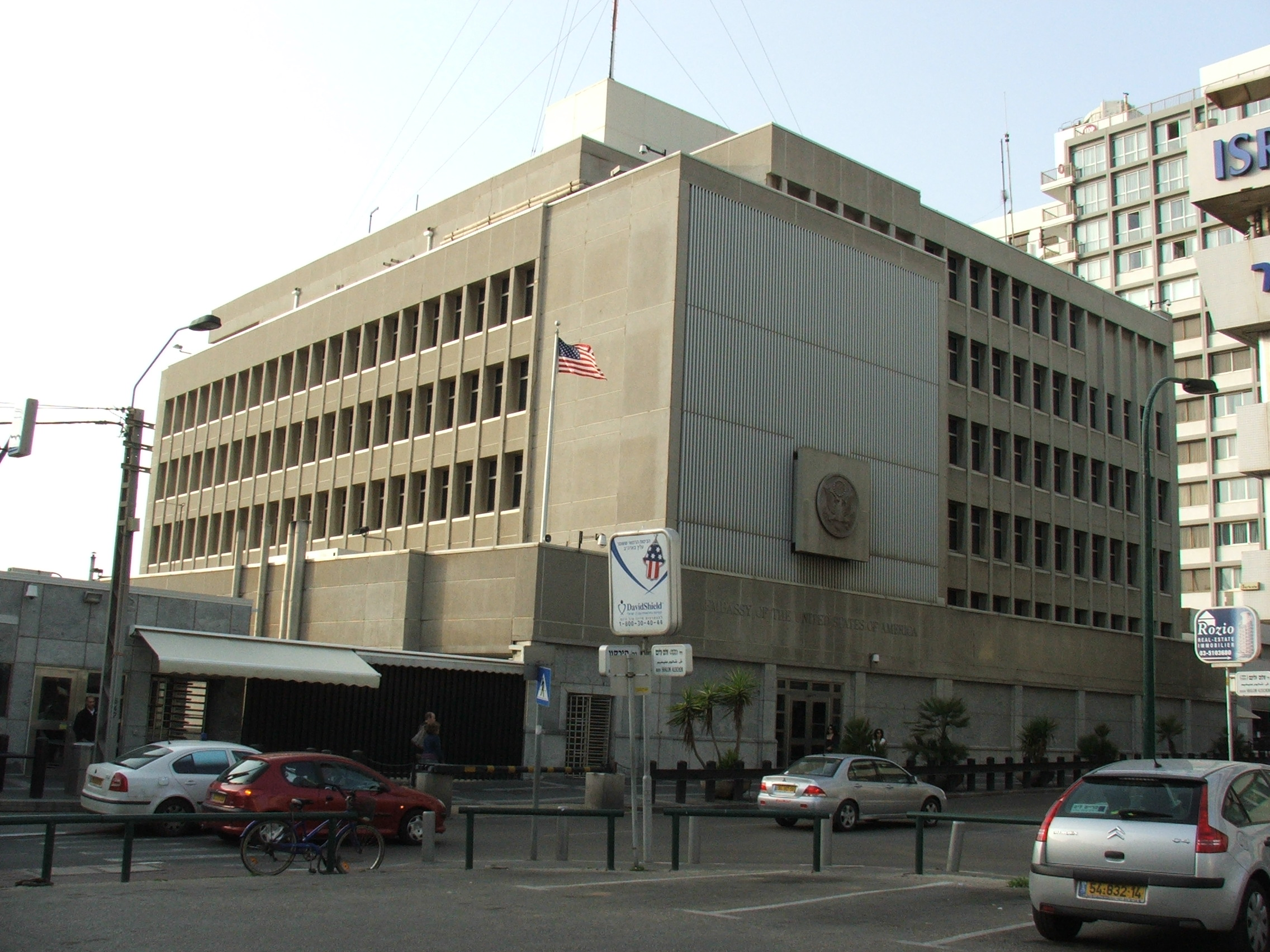
Ambasada Stanów Zjednoczonych w Tel Awiwie

### Zamachy terrorystyczne
W dniu 9 lutego 1953 wieczorem w budynku ambasady Związku Radzieckiego doszło do zamachu terrorystycznego. W wybuchu bomby o masie 15 kg budynek został poważnie uszkodzony, a trzech pracowników ambasady zostało rannych. Po tym zamachu Związek Radziecki zerwał stosunki dyplomatyczne z Izraelem. Stosunki zostały wznowione dopiero po śmierci Józefa Stalina w lipcu 1953. Rosyjska ambasada została jednak przeniesiona do nowej siedziby w mieście Ramat Gan.

## Polityka
W osiedlu znajduje się kilka placówek dyplomatycznych. Przy Ha-Jarkon znajduje się ambasada Stanów Zjednoczonych w Tel Awiwie. Przy ulicy Allenby jest ambasada Kazachstanu i konsulat Rosji. Przy bulwarze Sederot Rothschild znajdują się konsulaty Monako i Norwegii. Przy ulicy Jehuda Ha-Levi jest ambasada Australii.
W biurowcu Mecudat Ze’ew swoją siedzibę mają: partia polityczna Likud i ruch młodzieżowy Betar.

## Architektura

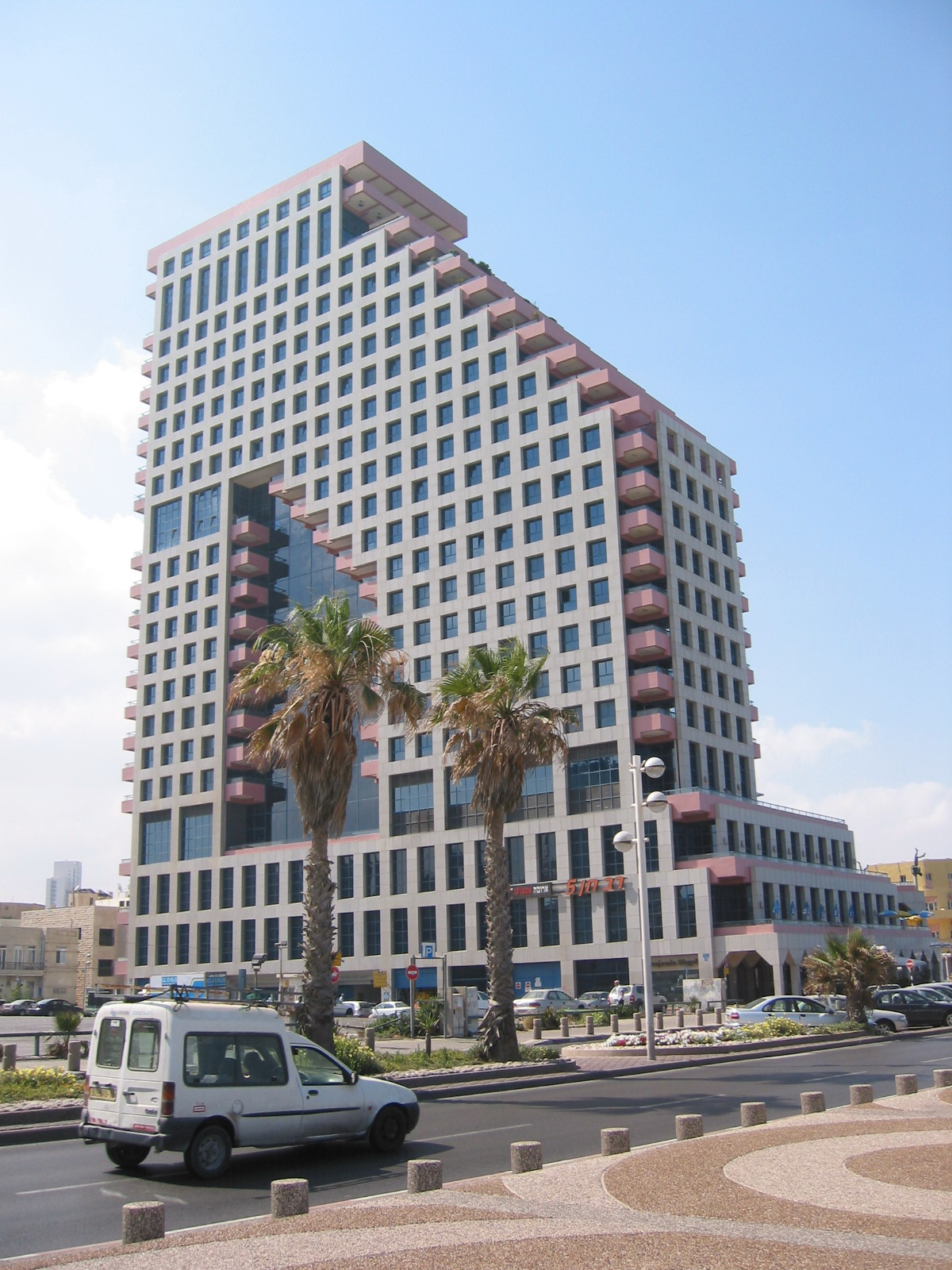
Opera Tower

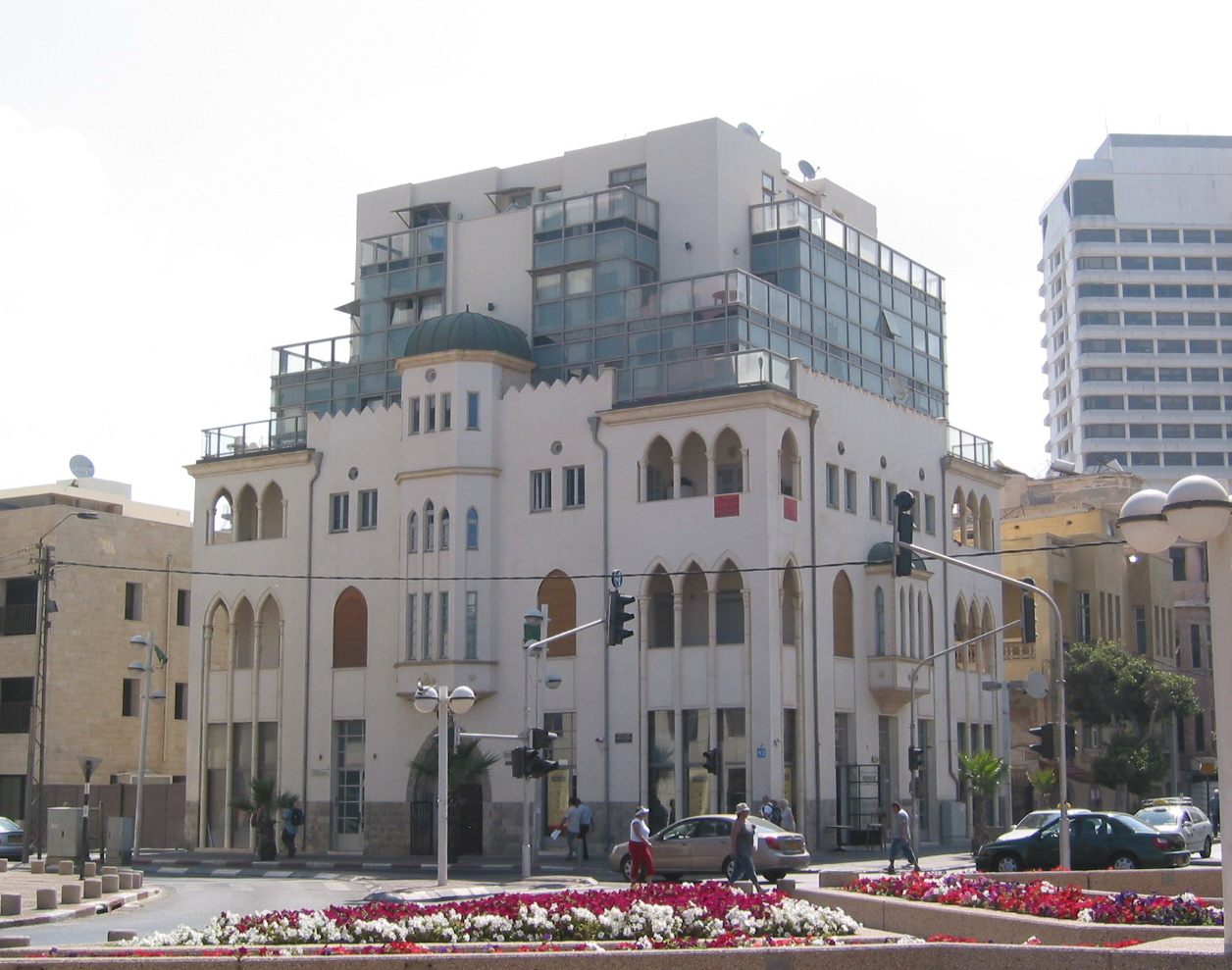
Dom Ussishkina

Obszar osiedla stanowi gęsto zabudowy teren położony w zachodniej części centrum miasta. Większość budynków wzniesiono w stylach architektonicznych międzynarodowym i eklektyzmu. Znaczna część domów wzniesionych w latach 30. w stylu europejskiego modernizmu posiada niewielkie ogrody. Natomiast domy wznoszone w latach 50. miejsce to mają najczęściej przeznaczone na parking. Przy niektórych domach można jeszcze zobaczyć murek ochronny, wzniesiony podczas wojny o niepodległość w 1948, w celu ochrony mieszkańców przed ostrzałem arabskich snajperów.
Zachodnią granicę osiedla wyznacza wybrzeże Morza Śródziemnego. Północno-zachodni kraniec osiedla wyznacza plac Londyn, od którego odnowiona w 1982 nadmorska promenada biegnie do placu Knesetu. W 1999 wybudowano tutaj nowoczesne centrum handlowe Opera Tower (wysokość 82 metrów). Równolegle do nadmorskiej promenady przebiegają ulice Herbert Samuel i HaYarkon, przy których znajdują się luksusowe hotele oraz liczne restauracje, kawiarnie i kluby nocne.
Część południowo-zachodniej granicy osiedla wytycza od strony brzegu morza ulica Allenby. W przeszłości była to najważniejsza ulica handlowa miasta. Obecnie ruch na niej jest ograniczony jedynie dla komunikacji miejskiej. Wzdłuż ulicy rozlokowały się liczne kawiarnie, puby, sklepy i miejsca rozrywki dla mieszkańców. Przy skrzyżowaniu ulic Allenby z HaYarkon znajduje się interesujący architektonicznie Dom Ussishkina, w którym łączą się elementy starego eklektyzmu z nowoczesnymi rozwiązaniami wykorzystującymi stal, aluminium i szkło. Przy następnym skrzyżowaniu ulicy Allenby z ulicą Ben Jehuda znajduje się plac Listopadowy, nazwany od daty ogłoszenia deklaracji Balfoura. Przy placu wznosi się biurowiec Migdalor House (wysokość 58 metrów).

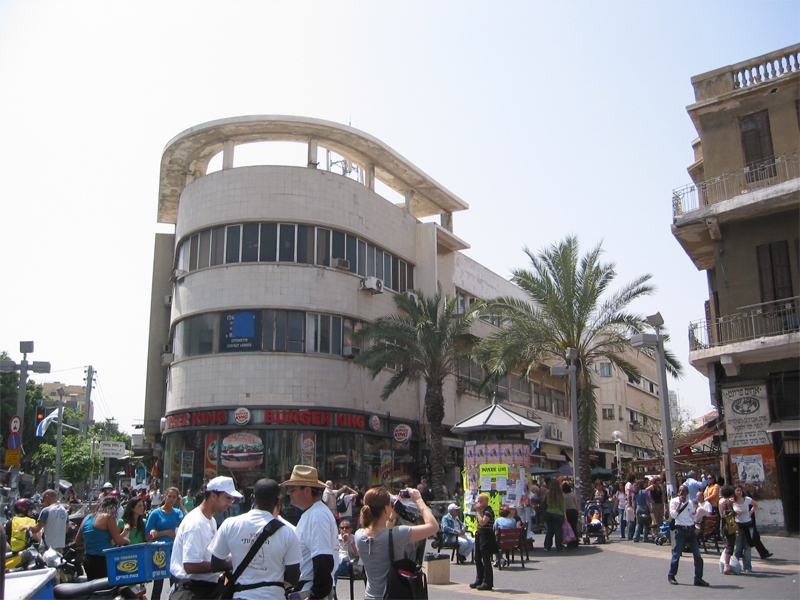
Dom Polishuka na Placu Magen David

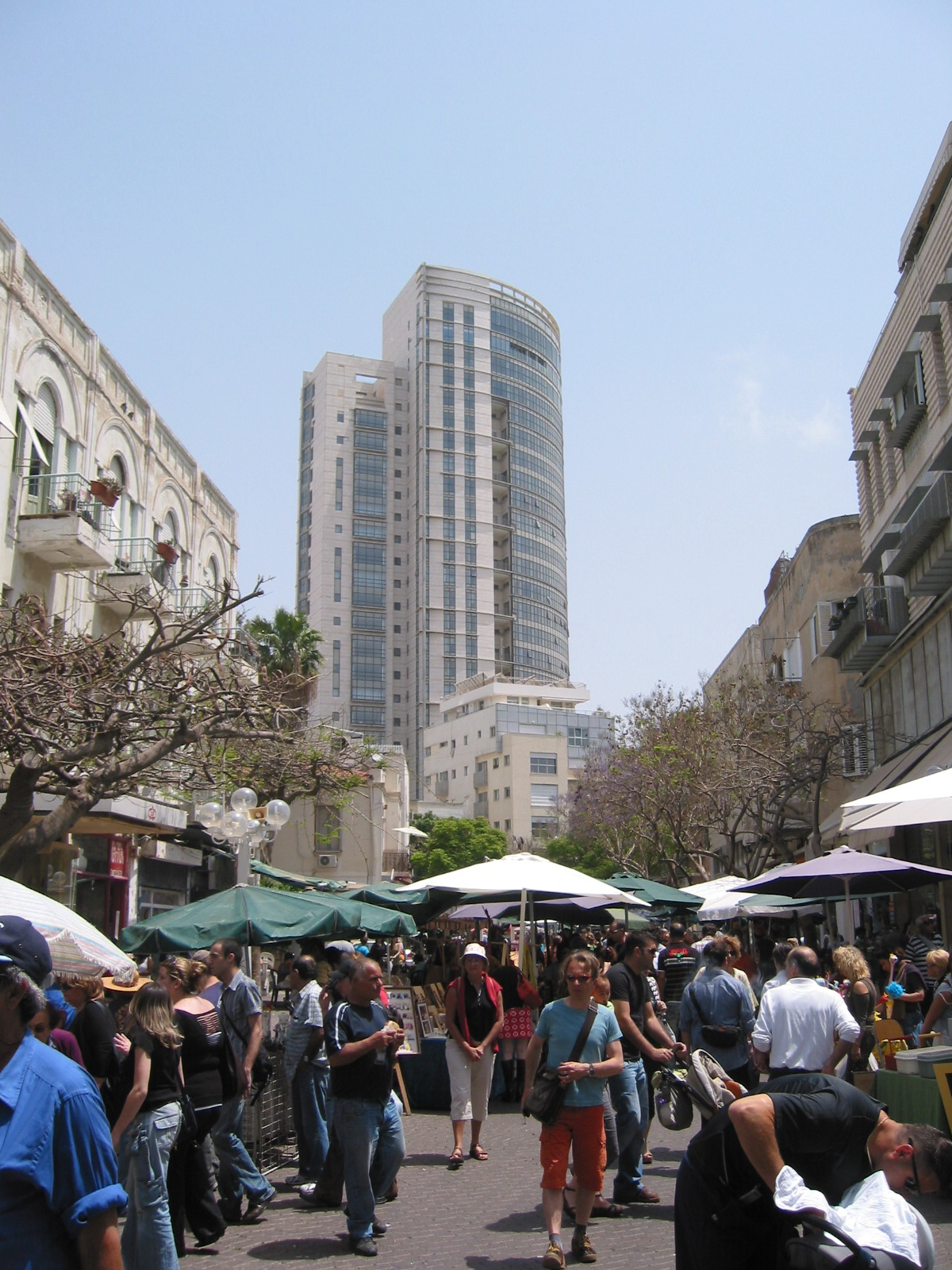
Luksusowy kompleks mieszkalny Lev HaYir Tower

Następnie ulica Allenby dochodzi do Placu Magen David, na którym krzyżuje się sześć ulic: King George (na północny wschód), Allenby (na północny zachód i południowy wschód), HaCarmel (na południowy zachód), Nahalat Binyamin (na południe) i Sheinkin (na wschód). Ulicą graniczną osiedla jest Nahalat Binyamin, będąca deptakiem znanym z licznych artystów i rzemieślników. Pierwotnie była to najdłuższa ulica w Tel Awiwie, przy której w 1922 utworzono pierwszy ogród miejski imienia Oscara Gruzenberga (został on zamieniony w latach 60. na parking samochodowy). Przez wiele lat przy ulicy mieściły się znane sklepy tekstylne, z których wiele nadal działa. Wiele z tych budynków wybudowano w stylu eklektycznym, ze zdobieniami wykonanymi w stylu secesji.
W kierunku północno-wschodnim z placu Magen David wychodzi ulica King George, która w przeszłości pełniła funkcję połączenia drogowego pomiędzy żydowskim Tel Awiwem a arabską Jafą. Została ona wybudowana na początku lat 20. XX wieku, i nazywała się wówczas „Carmel Street”. W okresie Brytyjskiego Mandatu Palestyny w 1935 przemianowano ją na King George, na cześć brytyjskiego króla Jerzego V. Obecnie jest to tętniąca miejskim życiem ulica, wzdłuż której powstało wiele sklepów, restauracji, kawiarni i marketów. Po jej zachodniej stronie znajduje się park Meir. Na wysokości parku znajduje się wieżowiec Mecudat Ze’ew (wysokość 61 metrów).

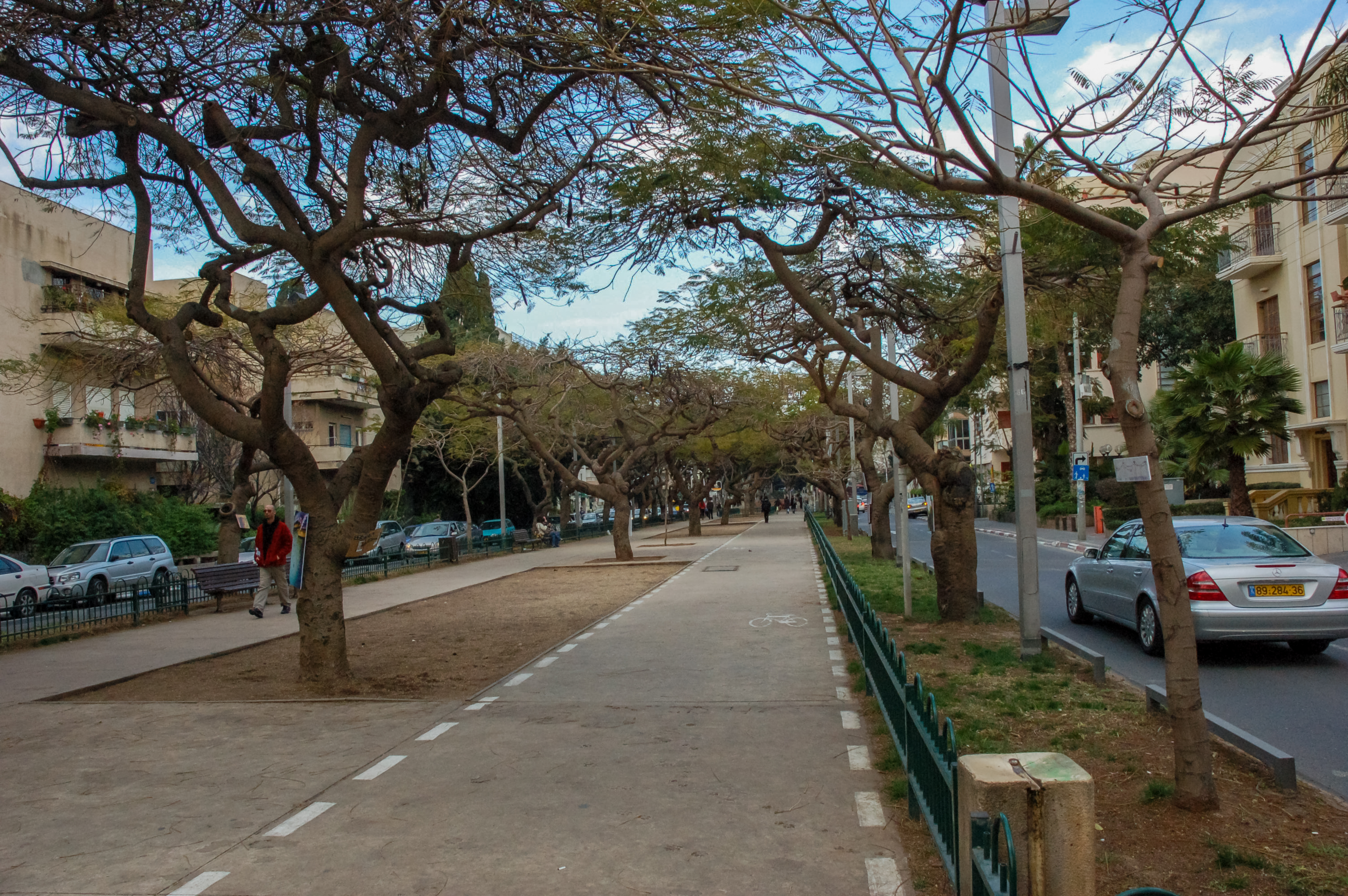
Bulwar Rothschilda

Kierując się z placu Magen David na południe, napotykamy położony przy ulicy Allenby luksusowy kompleks mieszkalny Lev HaYir Tower (wysokość 95 metrów). W rejonie skrzyżowania z ulicą Jehuda Halevi znajduje się Centrum Finansowe Tel Awiwu. Wśród tutejszych wieżowców jest Dom Menory (wysokość 63 metrów). Od ulicy Jehuda Halevi odchodzi w kierunku wschodnim ulica Ha-Rakewet, łącząca centrum miasta z autostradą Ajjalon. Sama ulica Halevi dociera natomiast do skrzyżowania z ulicami Carlebach, Laskov, Ibn Gabirol i Marmorek, która stanowi część północnej granicy osiedla.
Przez środek osiedla przebiega bulwar Rothschilda, który jest najważniejszą ulicą w mieście. Został on nazwany na cześć barona Edmonda James de Rothschilda. Odegrał on kluczową rolę w rozwoju obszaru miejskiego Tel Awiwu. Bulwar pozostaje kulturalnym centrum miasta, a także jedną z głównych ulic w najważniejszym w Izraelu centrum biznesowym.

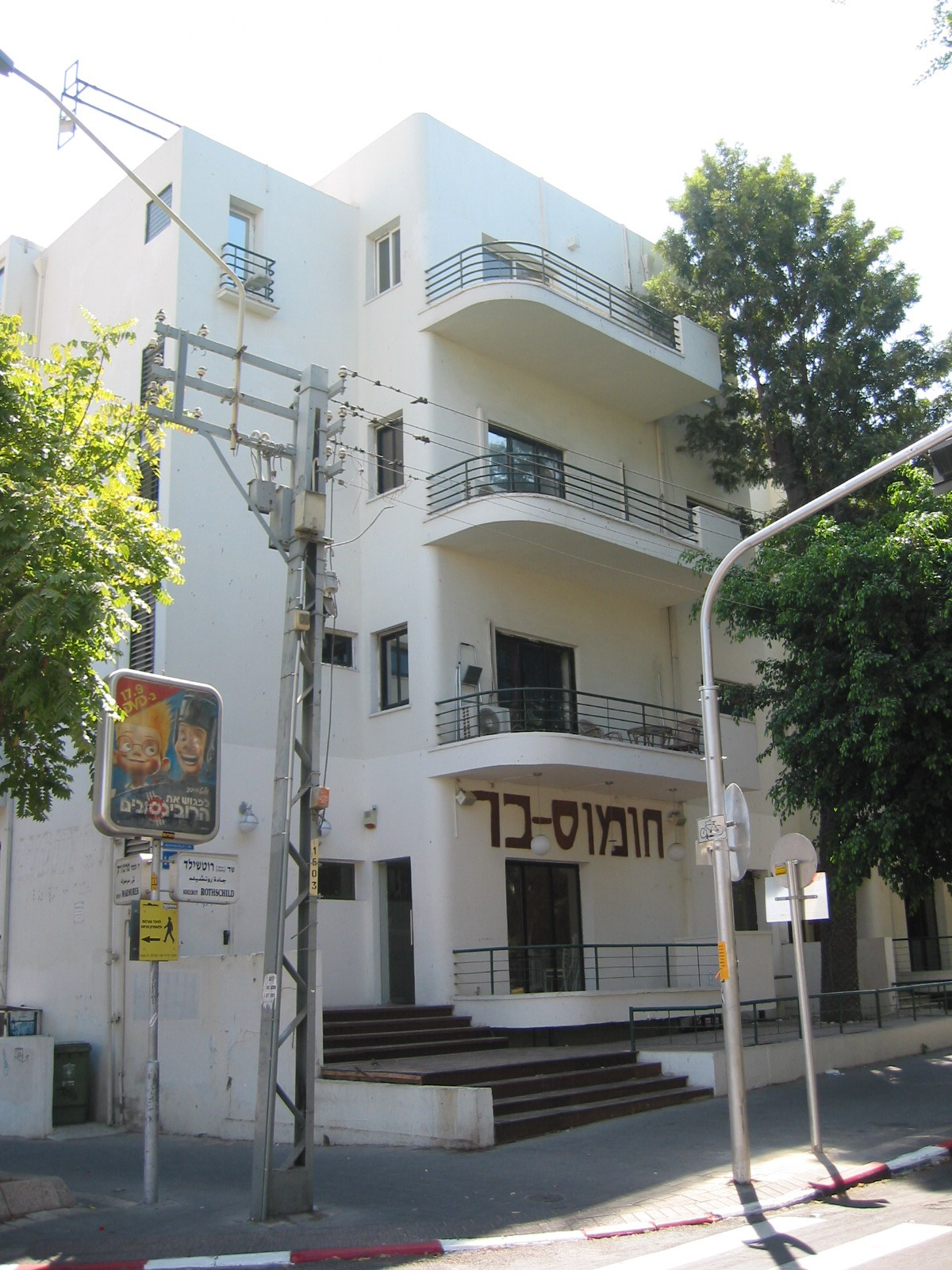
Dom przy placu Orkiestry

Bulwar Rothschilda ma kształt odwróconej litery „L”. Swój początek ma na placu Orkiestry, od którego kieruje się na południe, przechodząc przez sam środek osiedla. Po obu stronach alei wznoszą się modernistyczne budynki, w większości posiadające po 5-kondygnacji. Pośrodku alei biegnie pas zieleni z drogą rowerową, chodnikiem, ławkami i placami do zabaw dla dzieci. Jednym z najbardziej znanych tutejszych budynków jest dom Engela. Był on pierwotnie wzniesiony na palach, pomiędzy którymi można było odpoczywać w cieniu. Niestety z upływem czasu dolną przestrzeń budynku zamurowano, wykorzystując ją w różnych celach. Tuż obok znajduje się Dom Rabinskiego będący pięknym przykładem architektury modernistycznej.

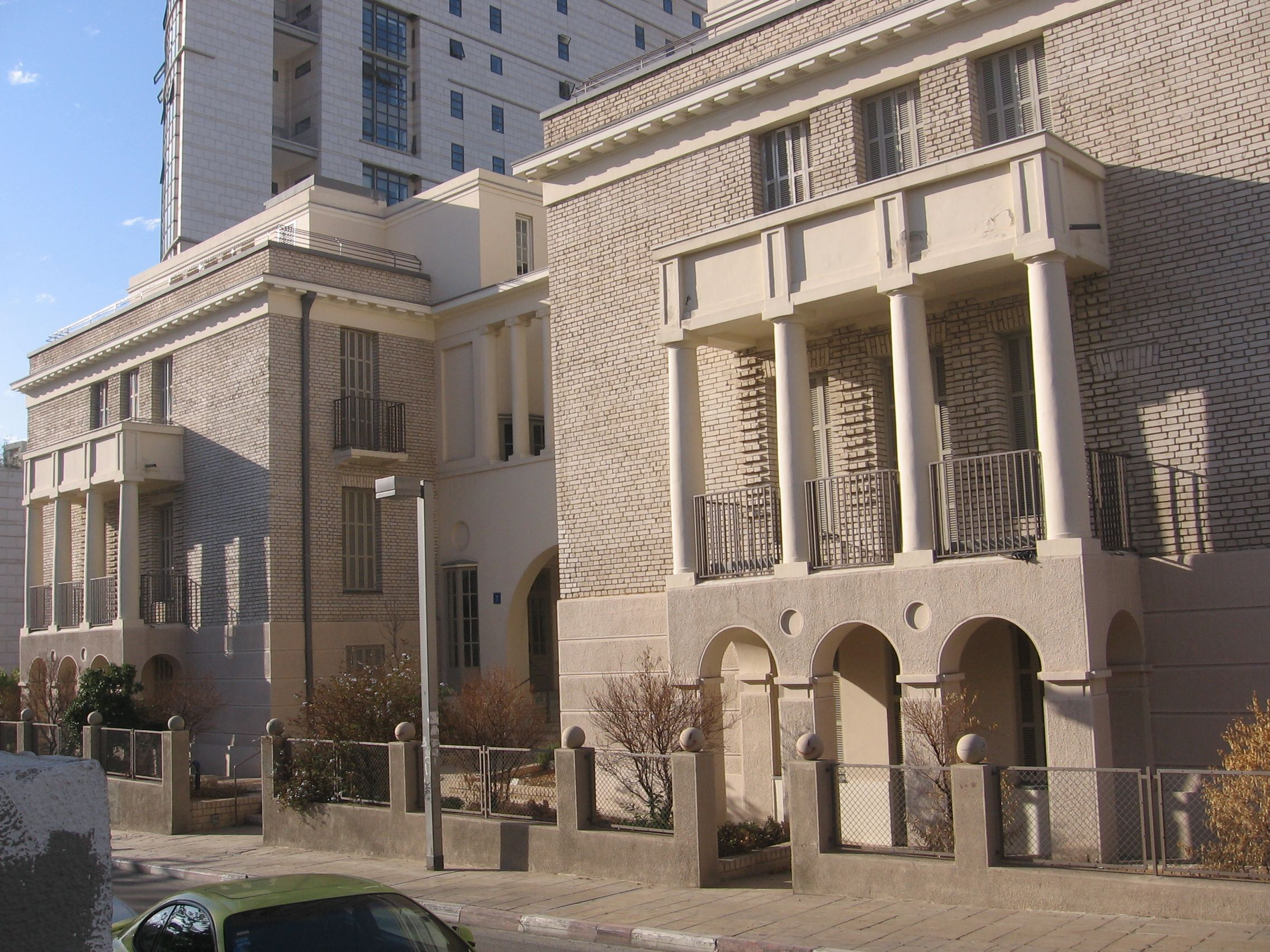
Dom Berlin Psuvsky przy ulicy Mazeh

W południowej części bulwaru znajduje się Centrum Finansowe z wieżowcami. Przy budowie nowoczesnych drapaczy chmur położono szczególny nacisk na zachowanie historycznych domów położonych w ich sąsiedztwie. Dobrym przykładem tej koncepcji jest Dom ambasady rosyjskiej oraz wznoszący się przy niej wieżowiec Alrov Tower (wysokość 93 metrów).
Wyjątkowym wieżowcem jest International Tower (wysokość 132 metrów). Jest to pierwszy zielony wieżowiec w Izraelu, a także pierwszy w kraju budynek z podwójną ścianą kurtynową. Wieżowiec Dom Syjonu ma wysokość 83 metrów. Interesujące wykończenie fasady ma niewysoki wieżowiec U-Bank Tower (wysokość 42 metrów). W pobliżu jest kończona budowa wieżowca Meier on Rothschild Tower (wysokość 144 metrów) i biurowca Achuzat Bait Tower (wysokość 76 metrów). W ich sąsiedztwie znajduje się drapacz chmur Shalom Meir Tower (wysokość 142 metrów). Przy skrzyżowaniu ulic Ahad Ha’Am z Allenby znajduje się zabytkowy budynek Hotel Palatin, służący obecnie jako biurowiec.

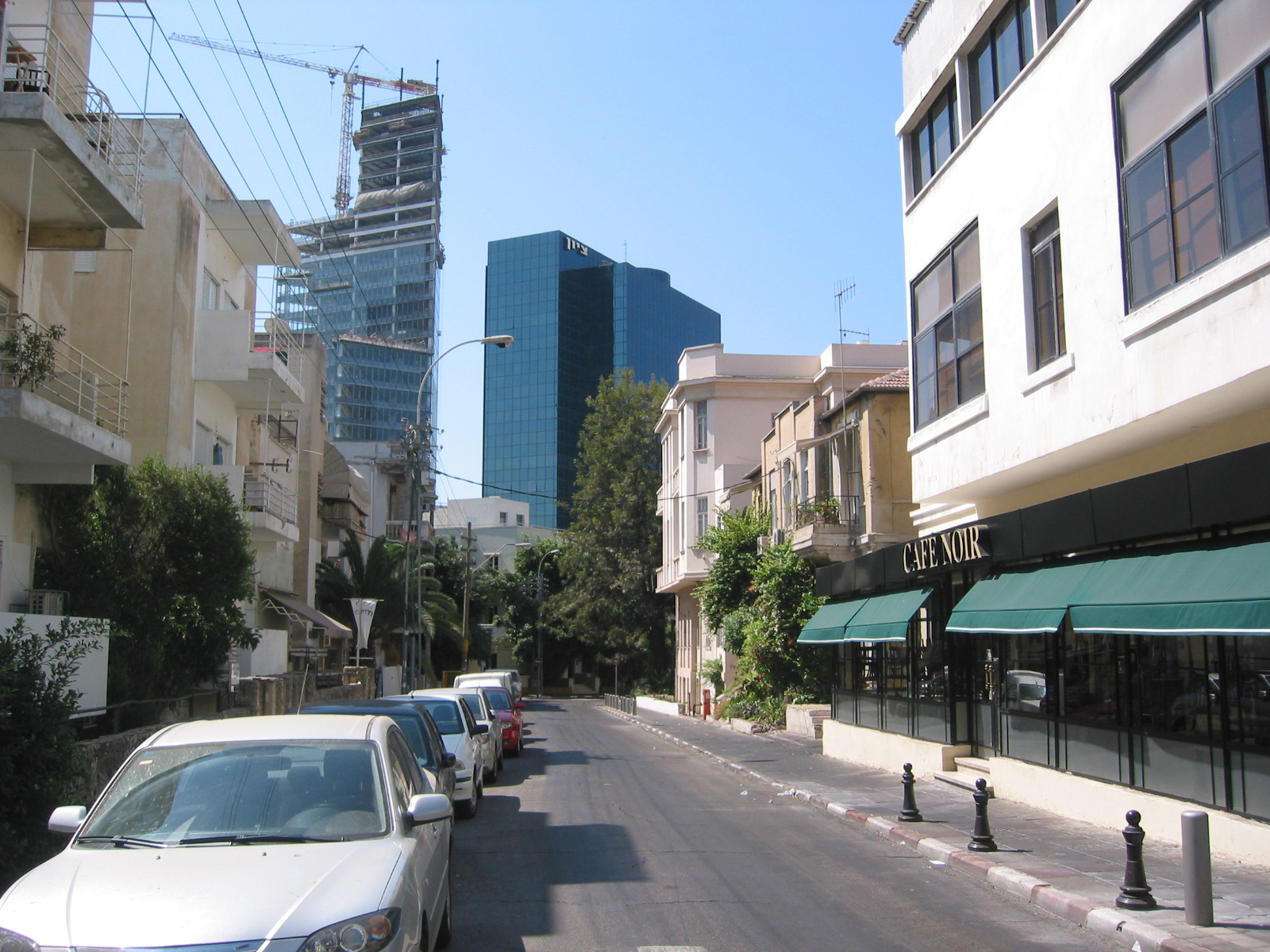
Ulica Ahad Ha’Am z widocznymi wieżowcami Centrum Finansowego

Bulwar Rothshilda przecinają położone do niego prostopadle ulice Hahasmonaim, Bar-Ilan, Sheinkin, Balfour, Mazeh, Nahmani, Bezalel Yafe, Javne, Allenby, Nahalot Binjamin oraz Herzla. Ulica Herzla jest obecnie ważną ulicą handlową miasta, a w przeszłości była pierwszą ulicą, jaka powstała w Tel Awiwie. Pierwsze domy budowane przy ulicy powstawały w stylu eklektycznym, a od lat 20. w stylu modernistycznym. Wśród licznych tutejszych zabytkowych domów znajdują się między innymi dom Pollacka oraz dom Weissa, który został odnowiony w 2000 przy okazji budowy biurowca Africa-Israel Tower (wysokość 62 metrów). W jego bezpośrednim sąsiedztwie wybudowano luksusowy wieżowiec z apartamentami mieszkalnymi Rothschild 1 Tower (wysokość 125 metrów).

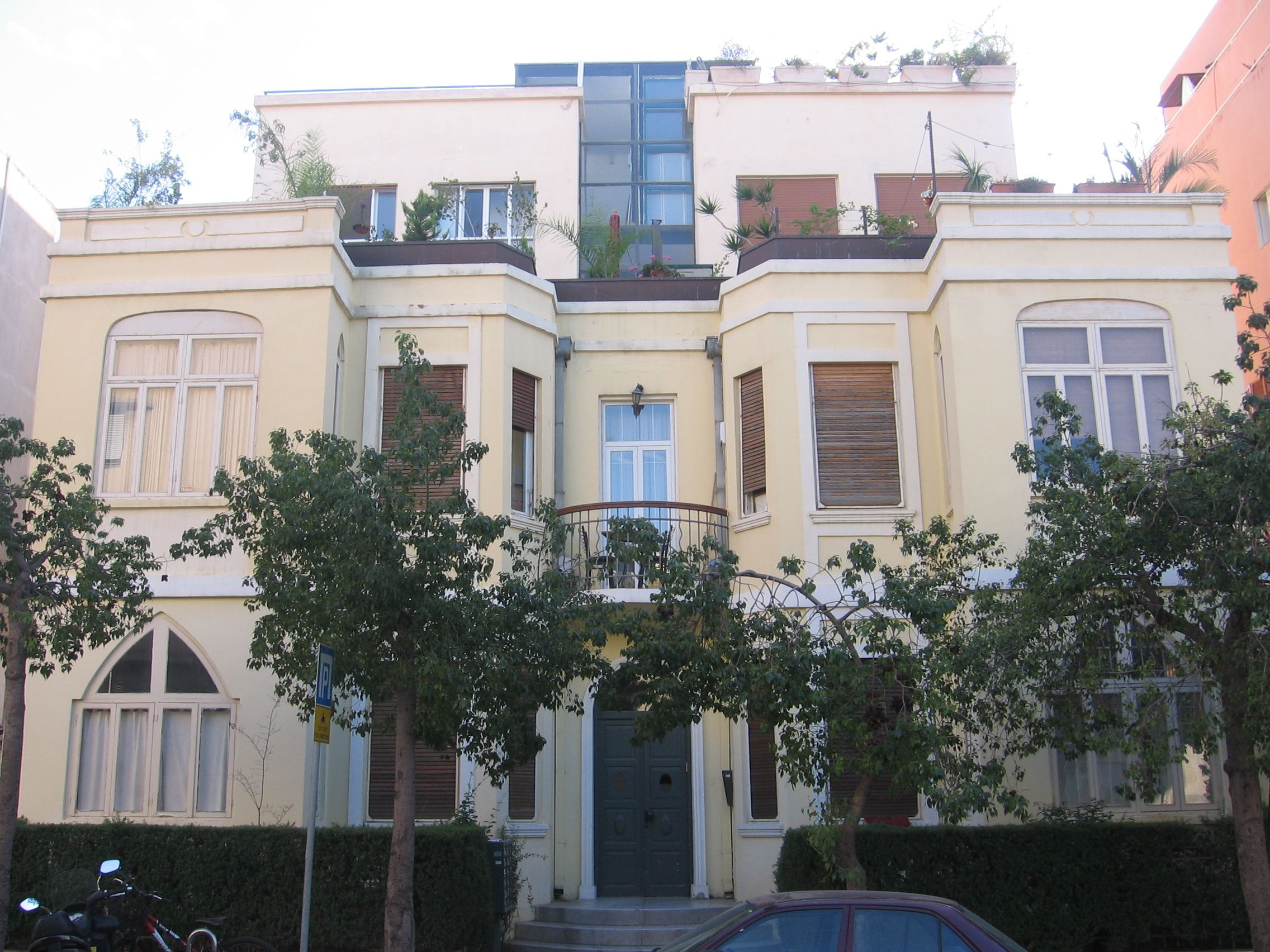
Dom w stylu eklektycznym przy ulicy Mazeh

Największą atrakcją turystyczną dla miłośników architektury jest ulica Mazeh. Jest to stosunkowo wąska ulica przechodząca przez spokojną część osiedla. Jednakże liczba pereł architektury stanowi o wartości tego miejsca. Jest tutaj duża ilość zabytkowych budynków modernistycznych, a także kilka eklektycznych. Wiele z nich zostało odnowionych w ostatnich latach. Szczególnym obiektem jest odnowiony w 2003 eklektyczny Dom Berlin Psuvsky, w którym mieściła się pierwsza szkoła architektury w Tel Awiwie. Na skrzyżowaniu ulic Mazeh z Ahad Ha’Am znajduje się wybudowana w 1924 wieża ciśnień. Została ona zaprojektowana przez architekta Arpad Guta i od dłuższego czasu służy jako punkt widokowy. Na jej szczycie umieszczono dużą menorę.

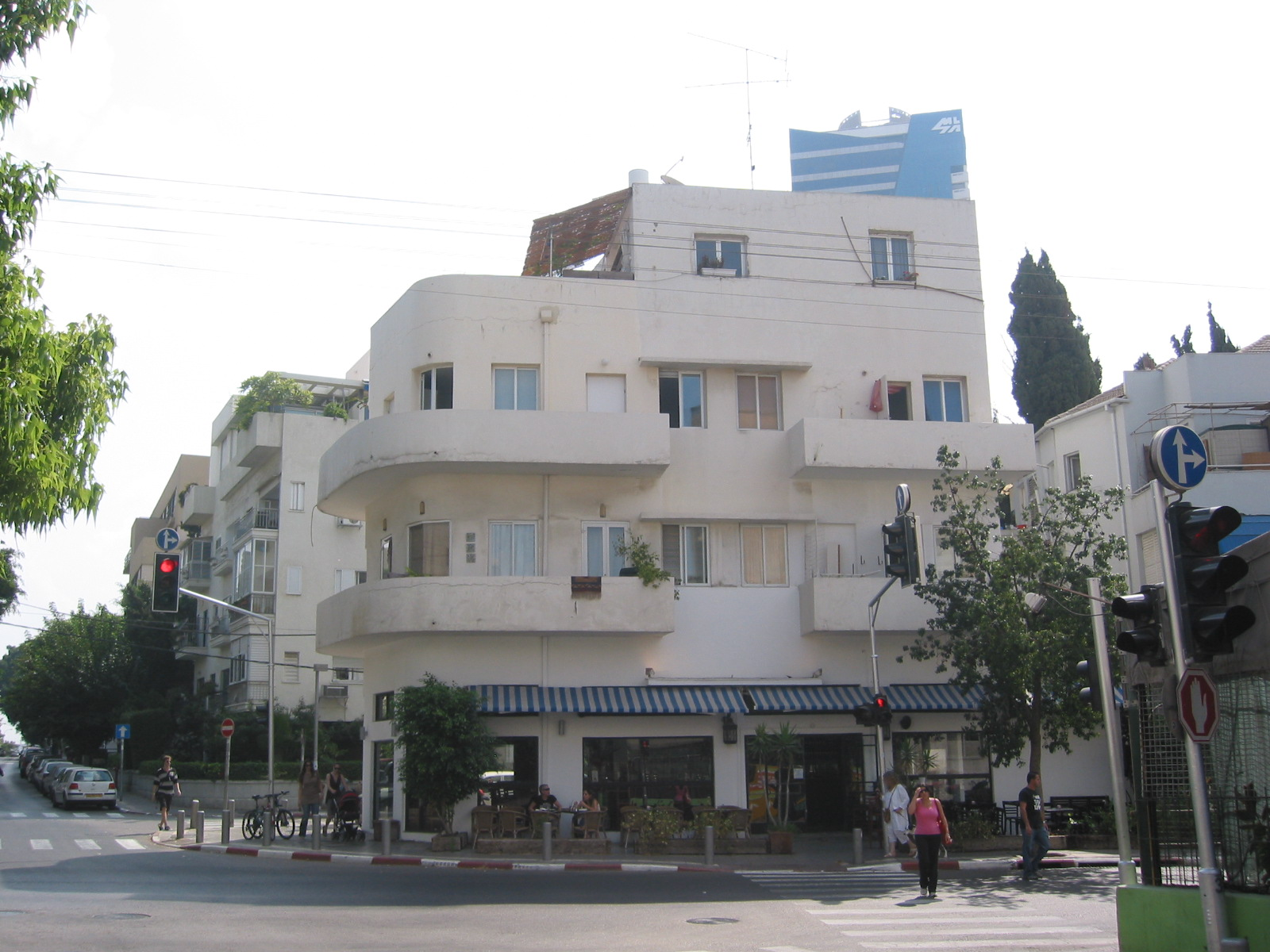
Modernistyczna zabudowa Białego Miasta

Przy pobliskiej ulicy Nahmani znajduje się szczególny budynek Dom Pagody, który jest wzorowany na architekturze azjatyckiej pagody. W tym eklektycznym budynku można zobaczyć liczne łuki, kolumny doryckie oraz liczne elementy architektury islamu. Dom ten został wzniesiony w 1924 i jest dowodem rosnącej świadomości architektonicznej mieszkańców Tel Awiwu – miasta położonego w szczególnym miejscu, na styku cywilizacji Zachodu i Wschodu.

### Zabytki

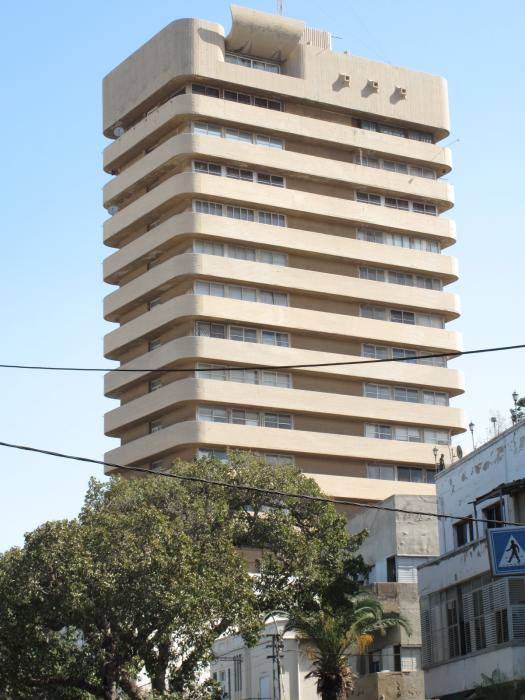
Wieżowiec Mecudat Ze’ew, siedziba Instytutu Żabotyńskiego, Muzeum Żabotyńskiego i Muzeum Ecel

Większość zabudowy osiedla wchodzi w skład zespołu miejskiego Białego Miasta Tel Awiwu, który został w 2003 umieszczony na Liście światowego dziedzictwa UNESCO, jako największe na świecie skupisko budynków modernistycznych. Został on stworzony w latach 30. XX wieku przez pochodzących z Niemiec żydowskich architektów, którzy kształcili się na uczelni artystycznej Bauhaus (powstał w niej styl architektoniczny nazywany modernizmem). Niektórzy z tych architektów, w tym Arje Szaron, przyjechali do Palestyny i przystosowali poglądy modernizmu do lokalnych warunków, tworząc w Tel Awiwie największe na świecie skupisko budynków wybudowanych w tym stylu.

## Kultura

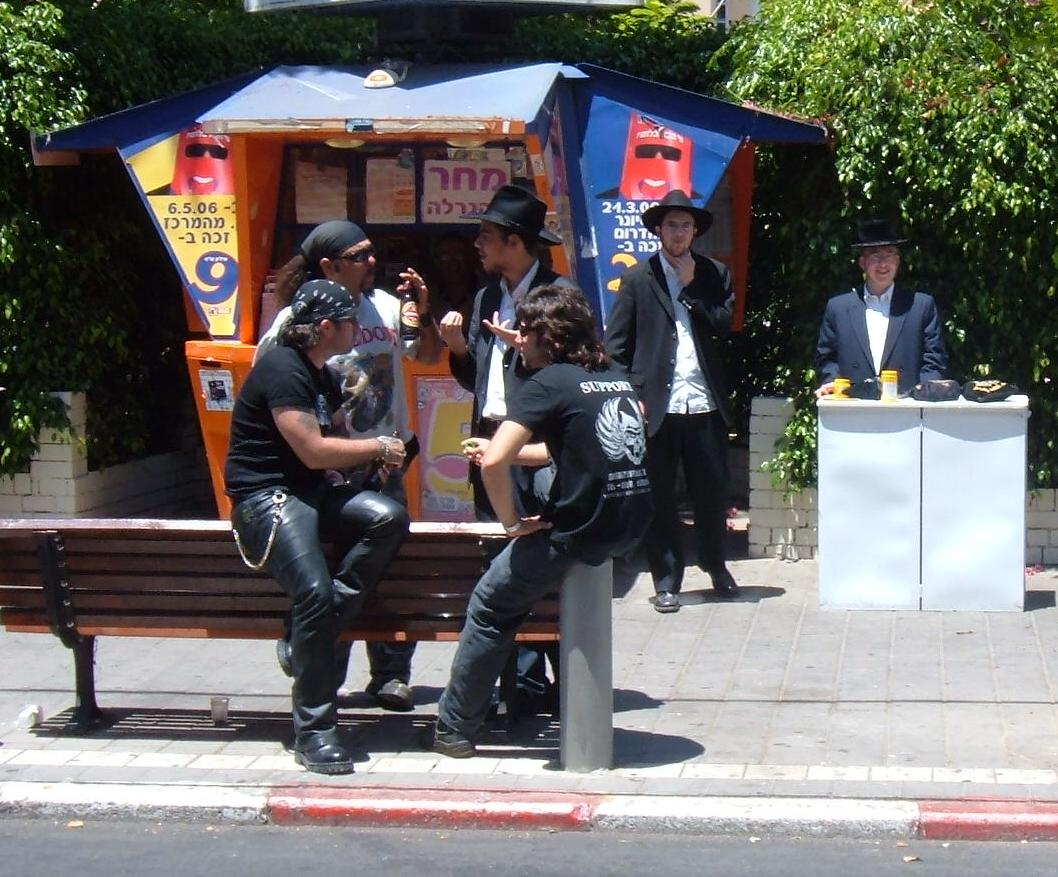
Publiczna debata chasydów z osobami świeckimi przy ulicy Sheinkin

W budynku Domu Dizengoffa znajduje się historyczna Sala Niepodległości, w której 14 maja 1948 odbyła się uroczystość proklamacji niepodległości Izraela. Dawid Ben Gurion odczytał wówczas Deklarację niepodległości Izraela. W tym samym budynku mieści się także Muzeum Biblii. Naprzeciw znajduje się pomnik założycieli miasta Tel Awiw. Muzeum Hagany przedstawia historię obrony osadnictwa żydowskiego w Ziemi Izraela w okresie brytyjskiego mandatu Palestyny.
Szczególną instytucją działającą w osiedlu jest Instytut Żabotyńskiego, pełniący rolę ośrodka badawczego, biblioteki i archiwum gromadzącego dokumenty i zdjęcia związane z życiem Ze’ew Żabotyńskiego, przywódcy Syjonizmu rewizjonistycznego. Przy Instytucie znajduje się Muzeum Żabotyńskiego i Muzeum Ecel.
Symbolem kultury Tel Awiwu jest ulica Sheinkin, przy której spotykają się artyści i młodzi intelektualiści. Regularnie odbywają się tutaj spektakle uliczne. Jest to także znane i popularne miejsce spotkań i dyskusji osób świeckich i religijnych. Przedstawiciele domów chasydzkich uczą się tutaj pracy publicznej.

## Edukacja i nauka
W osiedlu znajdują się cztery szkoły: Balfour (dawne Gimnazjum Sztuki Tel Awiw), Beit Jaakov, Ankori, Dov Hoz. Jest tu także Tso’ar College For Girls.

## Turystyka

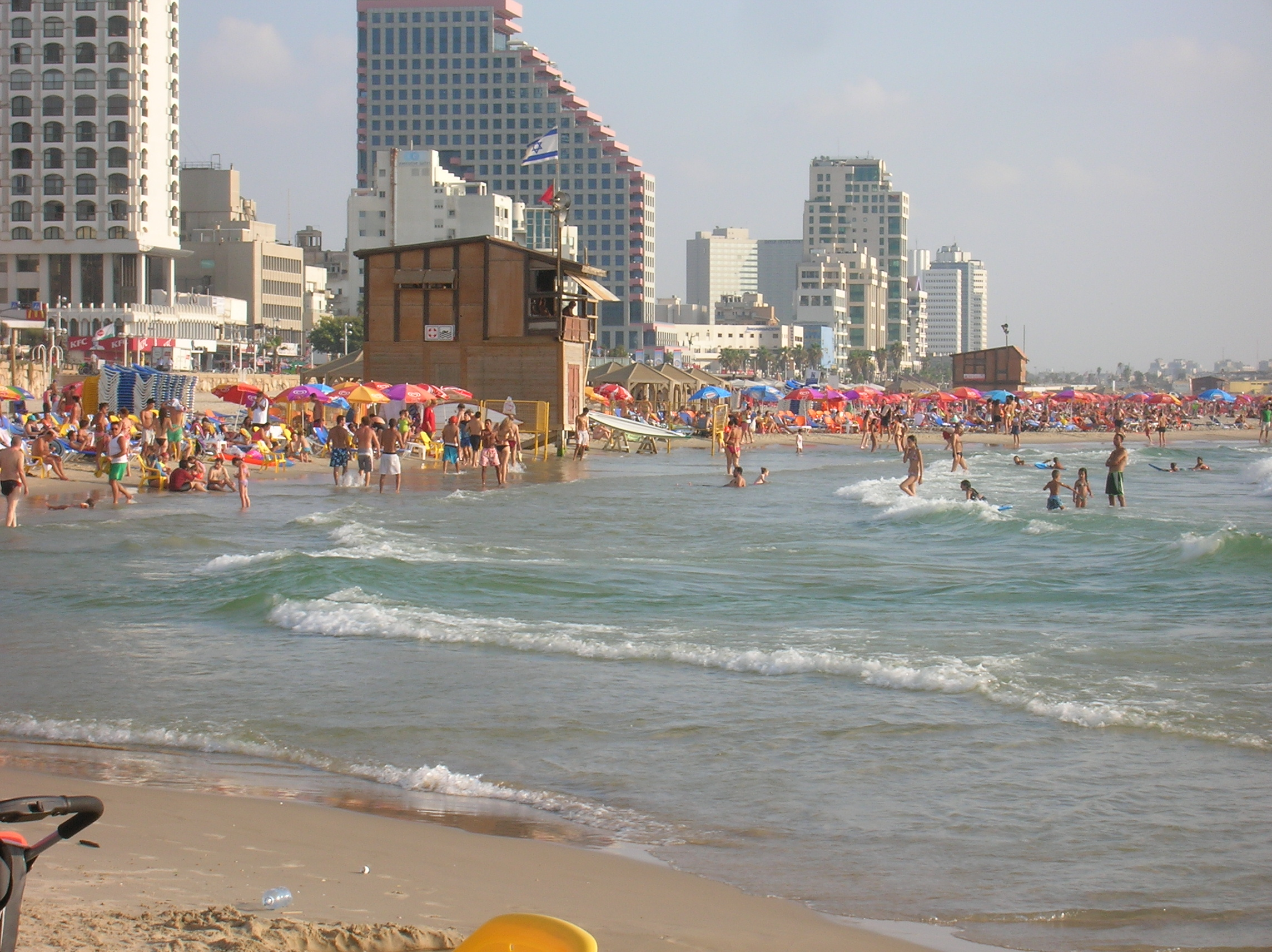
Widok na plażę

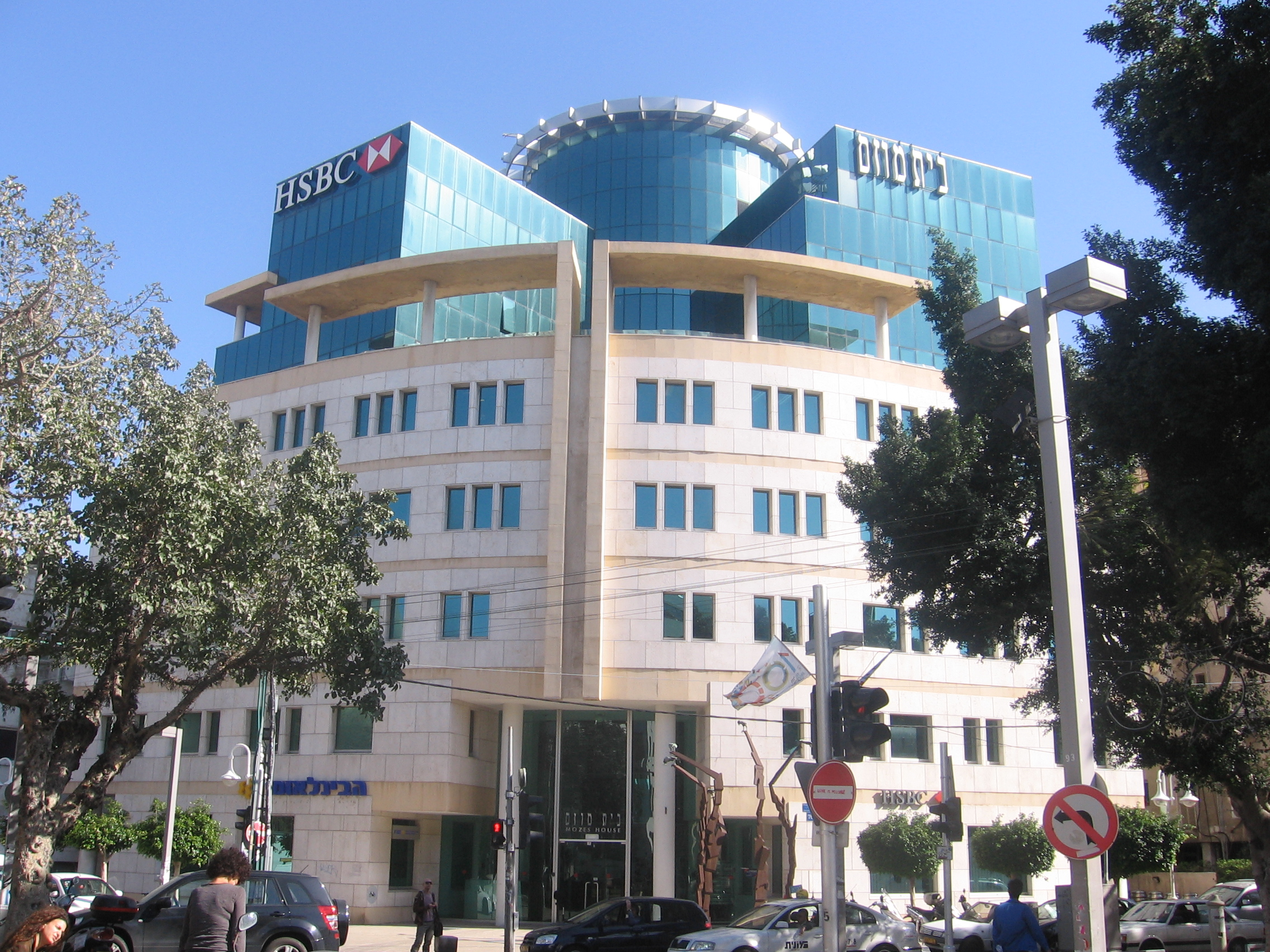
Dom rodziny Moses, odbudowany w latach 90. Obecnie siedziba banku inwestycyjnego HSBC

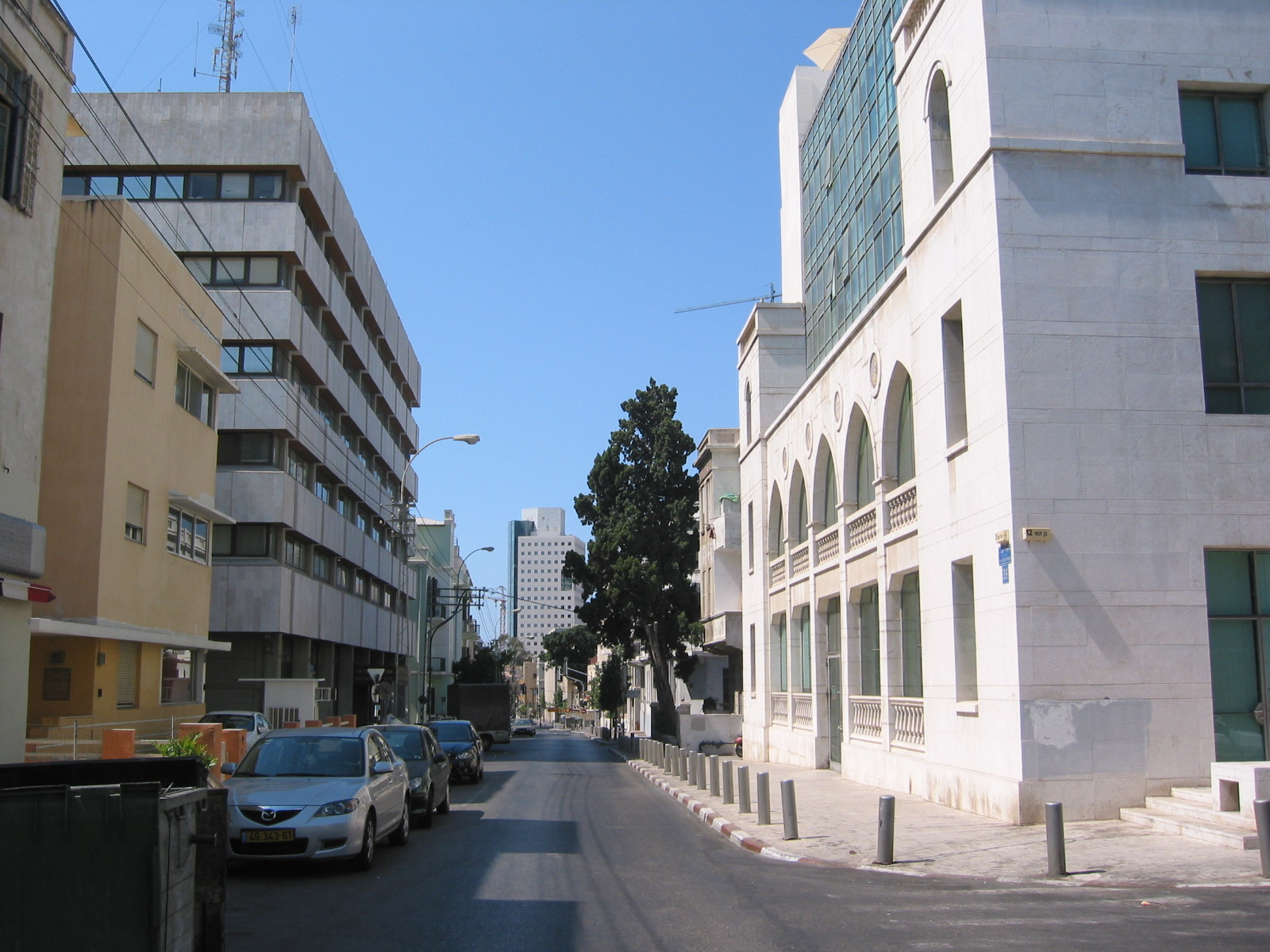
Po lewej stronie widoczny budynek Giełdy Papierów Wartościowych w Tel Awiwie

Największą atrakcją turystyczną Tel Awiwu są plaże z drobnym, białym piaskiem. To samo odnosi się do osiedla Kerem HaTeimanim, które z racji swojego nadmorskiego położenia posiada szereg dobrze utrzymanych plaży. Patrząc od północy są to kolejno:
- plaża Bograshov (hebr. חוף בוגרשוב) – położona na końcu ulicy Bograshov, przy placu Londyn
- plaża Trumpeldor (hebr. חוף טרומפלדור) – położona na końcu ulicy Trumpeldor
- plaża Jerozolimska (hebr. חוף ירושלים) – dawniej nazywana plażą Allenby (hebr. חוף אלנבי), ponieważ znajduje się ona na końcu ulicy Allenby. Zmianę nazwy przeprowadzono w 1987, oddając w ten sposób cześć 20. rocznicy zjednoczenia Jerozolimy.

Wzdłuż plaż biegnie nadmorska promenada, przy której znajdują się luksusowe hotele oraz liczne kawiarnie i restauracje. Równolegle do tego deptaku przebiega ulica HaYarkon, która jest turystycznym centrum Tel Awiwu. To tutaj mają swoje siedziby liczne firmy i towarzystwa obsługujące ruch turystyczny, a także wiele hoteli, biur linii lotniczych oraz liczne miejsca rozrywki.
Dużą atrakcją turystyczną jest rejon placu Magen David. Znajduje się tutaj popularne uliczne targowisko. Wychodząca z placu w kierunku południowo-zachodnim ulica Nahalat Binyamin jest deptakiem. W każdy wtorek i piątek odbywają się tutaj popularne targi artystów i rzemieślników. Można tutaj kupić rzeźby, obrazy i różnorodne przedmioty sztuki wykonywane ręcznie. Są to największe i najstarsze tego typu targi w Izraelu. Poza dniami targów wszystkie produkty są wystawione w tutejszych sklepach i galeriach sztuki.

### Baza noclegowa
Przy nadmorskiej Ha-Jarkon znajdują się hotele: Park Plaza Orchid Tel Awiw, Isrotel Tower Tel Awiw. Kawałek dalej, przy ulicy Trumpeldor jest Metropolitan Hotel, a przy ulicy Ben Jahuda jest hotel Mercure Tel Awiw.

## Religia
W osiedlu znajduje się dziewięć synagog. Przy ulicy Allenby znajduje się Wielka Synagoga. Pozostałe są położone przy ulicach Bograshov, HaKhashmonaim, Merkaz Ba’alei Melakha, Melchett, Akhad HaAm, Jehuda HaLevi, Bialik i Javne.
Przy ulicy Rothschilda znajduje się Jesziwa Bar-Ilana, a przy ulicy Akhad HaAm jest szkoła religijna Talmud Tora Belz.

## Gospodarka
Życie gospodarcze osiedla koncentruje się wokół Centrum Finansowego. W jego skład wchodzą liczne instytucje finansowe skupione wokół Giełdy Papierów Wartościowych w Tel Awiwie. Biurowiec Dom Menory jest własnością firmy ubezpieczeniowej Menorah Insurance Company, a Dom Syjonu jest siedzibą firmy ubezpieczeniowej Zion. Wieżowiec International Tower jest siedzibą First International Bank of Israel, biurowiec Bank Discount Tower jest siedzibą Israel Discount Bank, a biurowiec Leumi Tower jest siedzibą Banku Leumi.
Z dużych centrów handlowych warto wymienić Opera Tower.

## Infrastruktura
W osiedlu znajduje się stacja ratunkowa, trzy przychodnie zdrowia i osiemnaście aptek. Przy plaży w rejonie ulicy Trumpeldor znajduje się urząd pocztowy. Druga poczta jest w centrum handlowym Migdal Shalom przy ulicy Akhad Ha-Am.
Przy ulicy Trumpeldor znajduje się najstarszy cmentarz w mieście – Cmentarz Trumpeldor.

## Transport
Przebiegające wzdłuż granic osiedla ulice King George, Allenby oraz Jehuda Halevi są ważnymi ciągami komunikacyjnymi Tel Awiwu. Od ulicy Jehuda Halevi odchodzi w kierunku wschodnim łącznik Ha-Rakewet, którym można dojechać do miejskiego odcinka drogi ekspresowej nr 2  (Tel Awiw-Netanja-Hajfa) oraz autostrady nr 20  (Autostrada Ajjalon).